# Donat Johann Heißler von Heitersheim

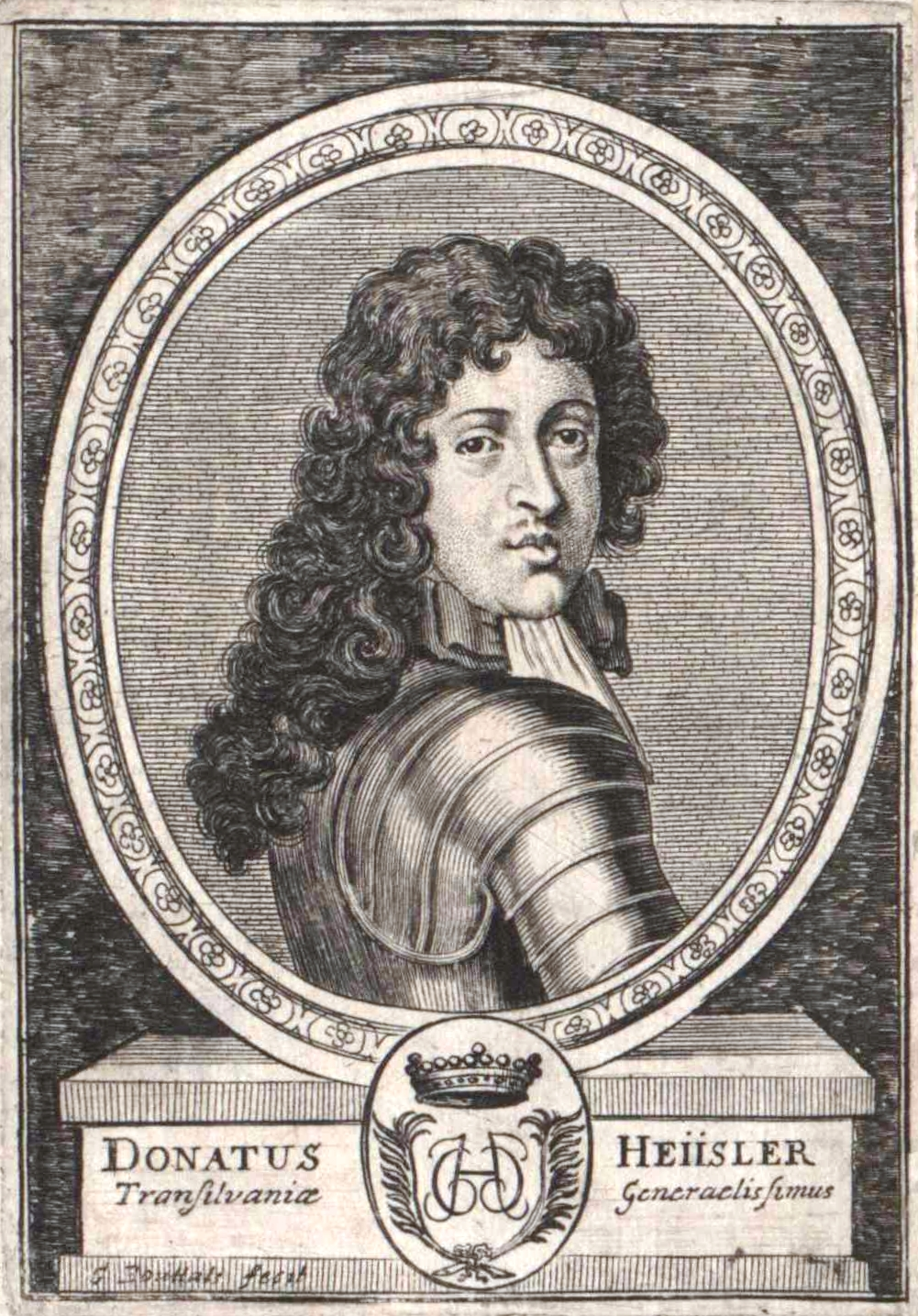
Donat Heissler von Heitersheim

Donat Johann Graf Heißler von Heitersheim (* 1648; † 1. September 1696 in Szeged) war ein kaiserlicher Feldmarschall der österreichischen Habsburger im Heiligen Römischen Reich.

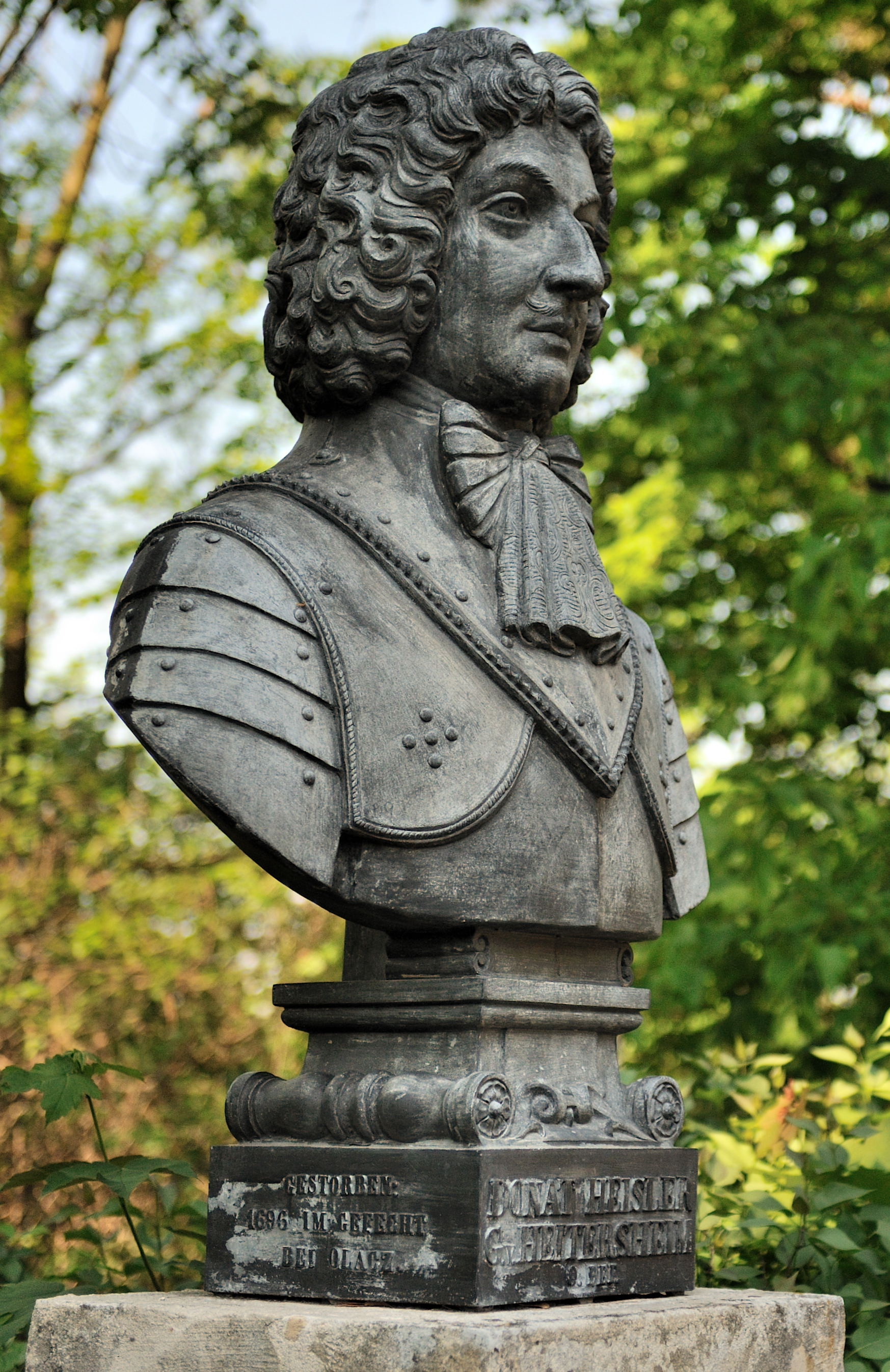
Büste des Grafen Johann Donat Heissler von Heitersheim / Gedenkstätte Heldenberg – Heldenallee

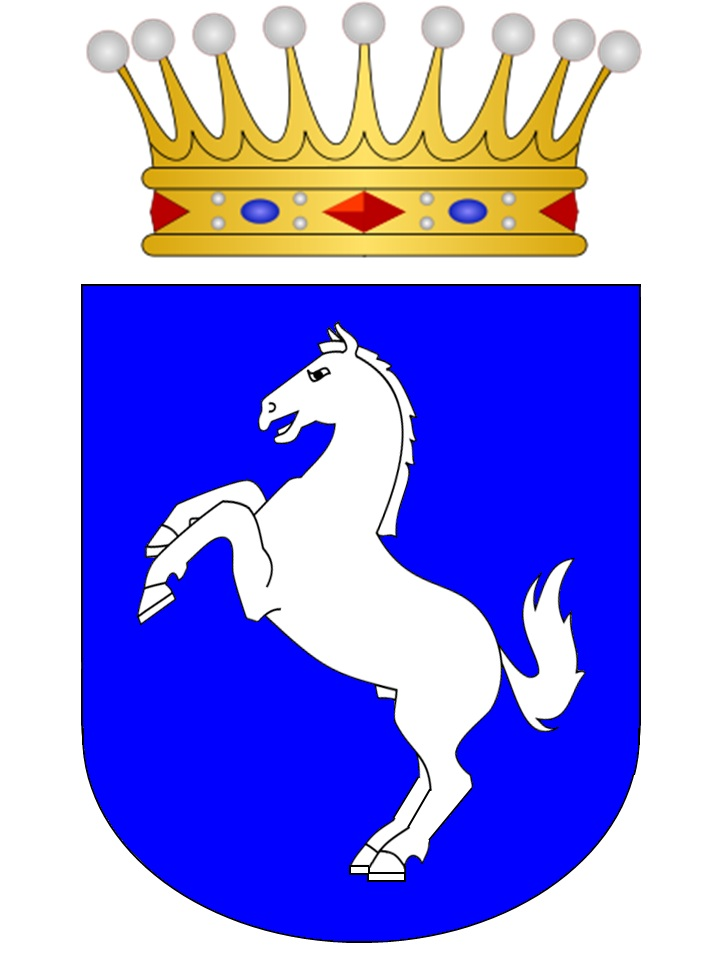
Das Wappen Donat Johann Graf Heißler von Heitersheim

## Leben

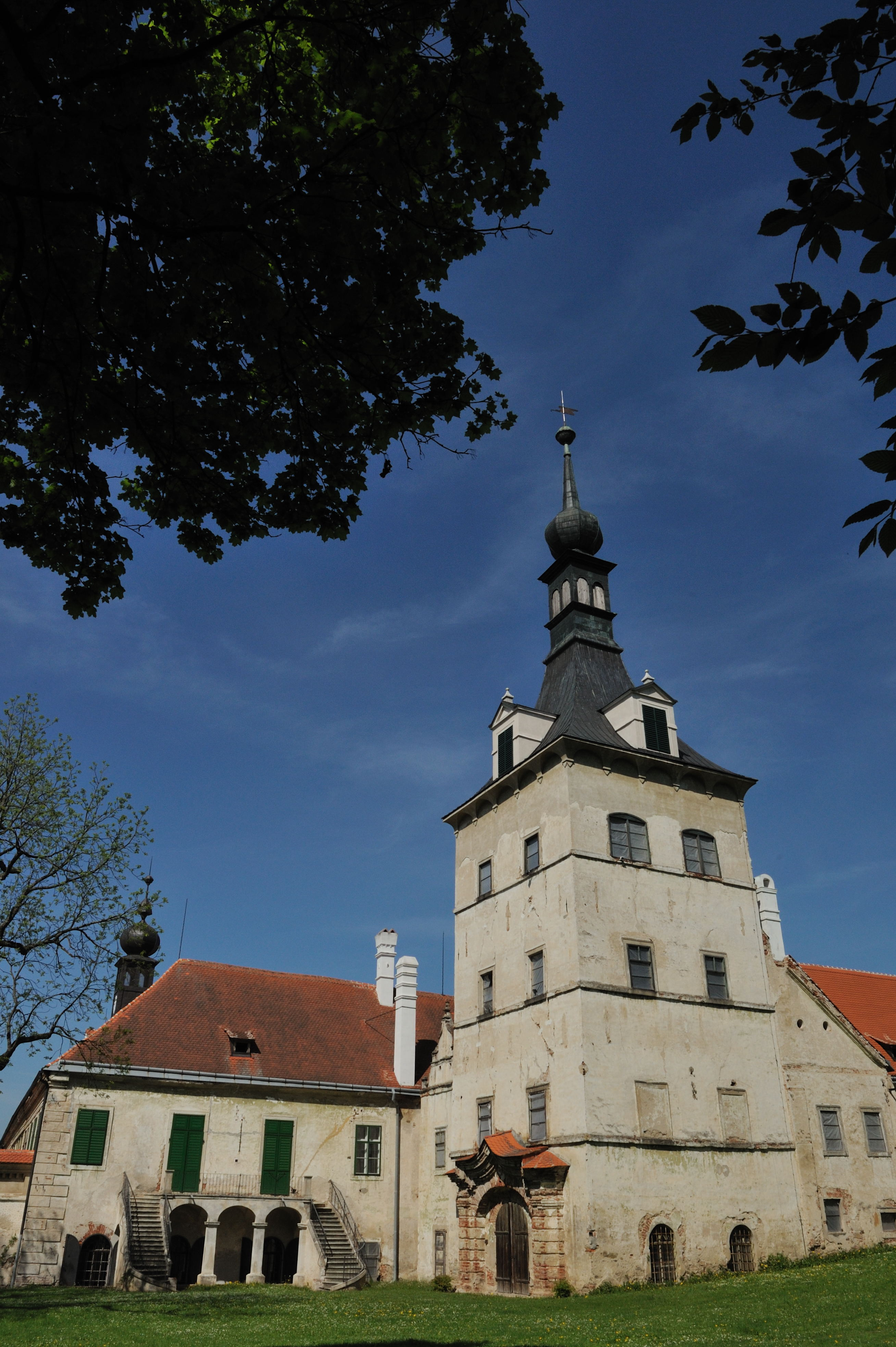
Schloss Uherčice

In der Pfalz geboren, rückte er vom einfachen Dragoner bis zum Oberst seines Regiments auf, mit dem er 1683 an entscheidender Stelle am Entsatz von Wien beteiligt war. Das Dragonerregiment, das seinen Namen erhielt („Heissler-Dragoner“) existierte bis 1918. Im Jahre 1684 schlug er Emmerich Graf Thököly und 1685 eroberte er Waitzen. Am 16. September dieses Jahres wurde er zum Generalfeldwachtmeister ernannt. Im nächsten Feldzug vereitelte er die Einschließung von Munkács und schlug dabei die Türken vernichtend. Auch bei Ofen und Szegedin fügte er ihnen Niederlagen bei. 1688 schlug er Thököly am Körös, eroberte Passarowitz und zeichnete sich auch vor Belgrad aus. Nachdem er am 4. Jänner 1689 Feldmarschallleutnant geworden, marschierte er nach Siebenbürgen. Aber dort verließ ihn sein Glück und er wurde am 21. August 1689 bei Zernyest geschlagen und geriet dabei in Gefangenschaft.
Er kam erst zwei Jahre später (1692) im Austausch gegen Thökölys Frau, Gräfin Ilona Zrínyi, die von kaiserlichen Truppen festgesetzt worden war, wieder frei. Kaum befand er sich in Freiheit, eroberte er – seit 9. Februar 1692 General der Kavallerie – am 5. Juni 1692 Großwardein von den Türken. Von 1694 bis 1695 hatte er vertretungsweise den Oberbefehl der Hauptarmee in Ungarn inne. Nach dessen Übergabe an den Kurfürsten von Sachsen wurde er am 12. Mai 1696 zum Feldmarschall befördert. In der Schlacht von Olasch am 26. August wurde er schwer verwundet und starb fünf Tage später.
Aus einfachen Verhältnissen stammend, war er bereits als Rittmeister 1678 in den Ritterstand erhoben worden. Über seine Ernennung zum Freiherrn und später zum Grafen liegen keine genauen Daten vor, doch sind beide unzweifelhaft erfolgt.

## Schlossbesitzer

### Ungarschitz/Uherčice (Znojmo)

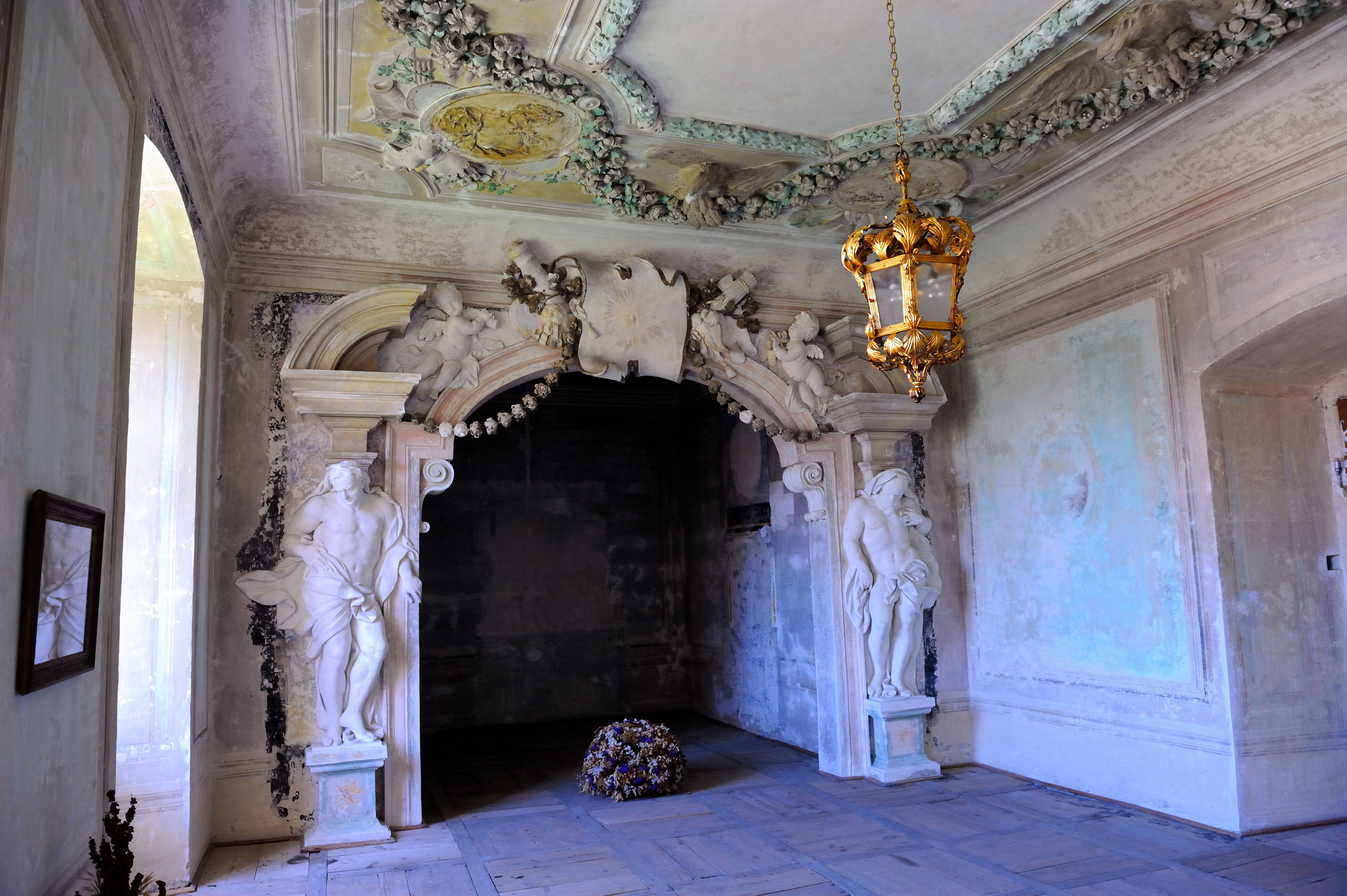
Stuckdekoration im Schloss Uherčice von Baldassarre Fontana

Graf Heissler von Heitersheim erwarb das Schloss Uherčice und nahm seine Verschönerung vor. Die Änderungen gaben ihm seinen barocken Anblick dank des Talents des Architekten Francesco Martinelli. Unter der Führung des Grafen versah Baldassarre Fontana die Kapelle und die zwölf Festsäle mit Stuckdekoration.

### Piesling/Písecné
Er erwarb ebenfalls zur selben Zeit das Schloss Piesling.

## Nachkommen
Der Graf war mit Barbara Maria Gräfin von Rotthal verheiratet (vh Gräfin Heissler von Heitersheim), die dem Prinzen Eugen von Savoyen die Insel Csepel in der Donau verkaufte. Das Paar hatte zwei Söhne:

### Franz-Joseph Graf Heissler von Heitersheim († 12. Juli 1753)
Er war mit Maria Anna Gräfin Wratislaw von Mittrowitz (* 23. Juni 1691; † 22. März 1759) Sternkreuzordendame, verheiratet.
Er erwarb 1702 das Gut Qualkowitz, das er 1718 an den Hofkriegsrat Heinrich Joseph Graf von Daun veräußerte. Er verkaufte am 24. Oktober 1731 das Schloss Piesling an den Anton von Hartig. Franz-Joseph machte ebenfalls Karriere als Mitglied des Geheimrats, dann als königlicher Richter des Landes (1732) und wurde 1740 Leiter von Mähren.
Das Paar hatte vier Töchter:
- Maria Theresia Maximiliana Carolina Gräfin Heissler von Heitersheim († 14. August 1759) heiratete Maximilian Joseph Graf Mittrovsky von Mitrowitz Freiherr von Nemyssl (* 30. Mai 1709; † 18. Januar 1782). Sie hatten einen Sohn: Johann Nepomuk Graf Mittrowsky von Mittrowitz (* 20. Januar 1757 Brno; † 20. Mai 1799 Brno), Vorfahre von Nikolaus Harnoncourt.
- Johanna Heissler von Heitersheim heiratete 1741 Charles-Gabriel, Freiherr von Canon und des Heiligen Römischen Reichs, Marquis von Ville, Herr von Brick/Schlesien, K.u.k. Kammerherr, Generalmajor und Kommandant von Debrecen (* 1705 in Nancy/Lothringen; † 29. Februar 1792 in Mähren).
- Maria Anna Gräfin Heissler von Heitersheim.
- Maria Judith Gräfin Heissler von Heitersheim

### Bernhard Graf Heissler von Heitersheim
wurde 1705 Regiments-Kommandant des „Heissler-Dragoner“-Regiments.